# ニュージーランド・ドル
ニュージーランド・ドル（New Zealand dollar）は、ニュージーランドの他、クック諸島、トケラウ、ニウエ、ピトケアン諸島で用いられる通貨である。1967年7月に旧ニュージーランド・ポンドに代わり登場した。NZD、NZ$などとも略される。愛称はキーウィドル。紙幣・硬貨はニュージーランド準備銀行が発行する。

## 硬貨
NZ$の硬貨は、10¢、20¢、50¢、$1、$2の5種類。10¢のコインは銅貨で、20¢、50¢のコインは銀色、$1、$2のコインは金色である。

### デザイン
ニュージーランド・ドル硬貨の表側はすべて女王だったエリザベス2世。なおエリザベス2世は2022年9月に崩御しており、国王にはチャールズ3世が即位したためいずれは表側の肖像も切り替わるが、当面の間は在庫が用いられる予定で、デザインの切り替えは数年先になると2022年9月の時点で予測されている。
硬貨裏側のデザインは以下の通り。
- 10¢：マオリ語で頭を意味するコルルと呼ばれるマオリ族のお面の彫刻。素材は銅メッキ鋼鉄。
- 20¢：マオリ族の酋長プカキの彫刻。素材はニッケルメッキ鋼鉄。
- 50¢：タラナキ山とエンデバー号。素材はニッケルメッキ鋼鉄。
- $1：キーウィとシルバー・ファーン。素材はアルミニウム青銅。
- $2：ダイサギ。素材はアルミニウム青銅。

### 廃止硬貨
1¢、2¢、5¢硬貨が存在し流通していたが、貨幣価値が低いため、1¢、2¢硬貨は1990年に、5¢硬貨は2006年に廃止された。

### 2006年の切り替え
大きく重いニュージーランドの硬貨を改良するため、2004年11月11日、ニュージーランド準備銀行は新硬貨の導入を発表した。現在流通している硬貨はやや小さく、軽い素材により作られている。旧硬貨は2006年10月31日に使用廃止され、新硬貨へ両替された。

## 紙幣
NZ$の紙幣は1999年以降ポリマー紙幣で、$5、$10、$20、$50、$100の5種類である。1999年5月に第6版の支払いが開始された。その後、肖像人物や主なモチーフや主色を変えずにデザインを一新した第7版が発行された。第7版の$5と$10は2015年10月、$20と$50と$100は2016年5月に支払い開始されている。

### デザイン
ニュージーランド・ポンド時代から数えて第3版の紙幣が1967年の通貨単位切り替えに際して発行されたが、第3版と第4版（1981年支払い開始）の肖像はすべてニュージーランド女王エリザベス2世であった。第3版のすかしはジェームズ・クックであった。1990年支払い開始の第5版から第7版までは以下のデザイン構成である。裏面のモチーフはニュージーランド固有種の鳥である。
| 額面 | 表                                         | 裏                           | 主色 |
| ---- | ------------------------------------------ | ---------------------------- | ---- |
| $5   | エドモンド・ヒラリー（登山家）             | キンメペンギン               | 橙   |
| $10  | ケイト・シェパード（女性参政権獲得活動家） | アオヤマガモ                 | 青   |
| $20  | エリザベス2世（ニュージーランド女王）      | カレアレア（ハヤブサの一種） | 緑   |
| $50  | アーピラナ・ンガタ（マオリ族出身の政治家） | コカコ                       | 紫   |
| $100 | アーネスト・ラザフォード（物理学者）       | キイロモフアムシクイ         | 赤   |

第7版では英語に加えてマオリ語で表に「TE PŪTEA MATUA」（準備銀行）、裏に「AOTEAROA」（ニュージーランド）と併記されている。
20ドル札に描かれているエリザベス2世の肖像もいずれは現国王のチャールズ3世に切り替わる見込みであるが、硬貨と同様、在庫が枯渇する見通しとなるまでは現在のものが使い続けられる。紙幣は硬貨の切り替えよりさらに先になると目されている。

### 記念紙幣
2000年のミレニアムを記念し、記念$10紙幣が販売された。緑インクを用いたケイト・シェパードとアオヤマガモの肖像紙幣とは異なり、青インクを用いたニュージーランドの過去と未来を表す図柄が採用された紙幣である。記念紙幣として販売されたが、通常の紙幣と同様、一般流通している。

## 為替レート
| 対ドル |  | 対円 |
| 対ドル |  | 対円 |